# Lüssel
La Lüssel (ou Lisselle en français) est une rivière de 21 kilomètres de long qui se trouve dans les cantons de Soleure et de Bâle-Campagne, en Suisse et un affluent de la Birse donc un sous-affluent du Rhin.

## Parcours
Elle prend sa source dans les collines de la commune de Lauwil à 1 000 mètres d'altitude, dans la région du Passwang. Dans son cours supérieur, elle descend le long du Bogental puis coule le long des gorges du Chessiloch jusqu'à son entrée dans le canton de Soleure. Là, elle suit une vallée étroite jusqu'à Beinwil.
Peu avant Erschwil, elle décrit une large courbe et repart en direction du nord dans la Vallée de Laufon en dessous de Breitenbach et se jeter dans la Birse près de Zwingen, à 335 mètres d'altitude.

### Sources
- (de) Cet article est partiellement ou en totalité issu de l’article de Wikipédia en allemand intitulé « Lüssel » (voir la liste des auteurs).